# Hampa
Hampa (Cannabis sativa) är en växt i familjen hampväxter Cannabaceae. Den är en tålig och snabbväxande, ettårig ört som bland annat odlats som medicinalväxt, spånadsväxt och kryddväxt i flera tusen år.
Ordet hampa används både om växten samt om de fibrer som kan utvinnas och de produkter (bland annat rep) som kan tillverkas av den. Det är då fibrerna från den yttre delen av stammen som används. Hampa kan även syfta på besläktade växtarter och mer oegentligt om växtarter som har liknande användning (se manillahampa och sisalhampa).

## Biologi

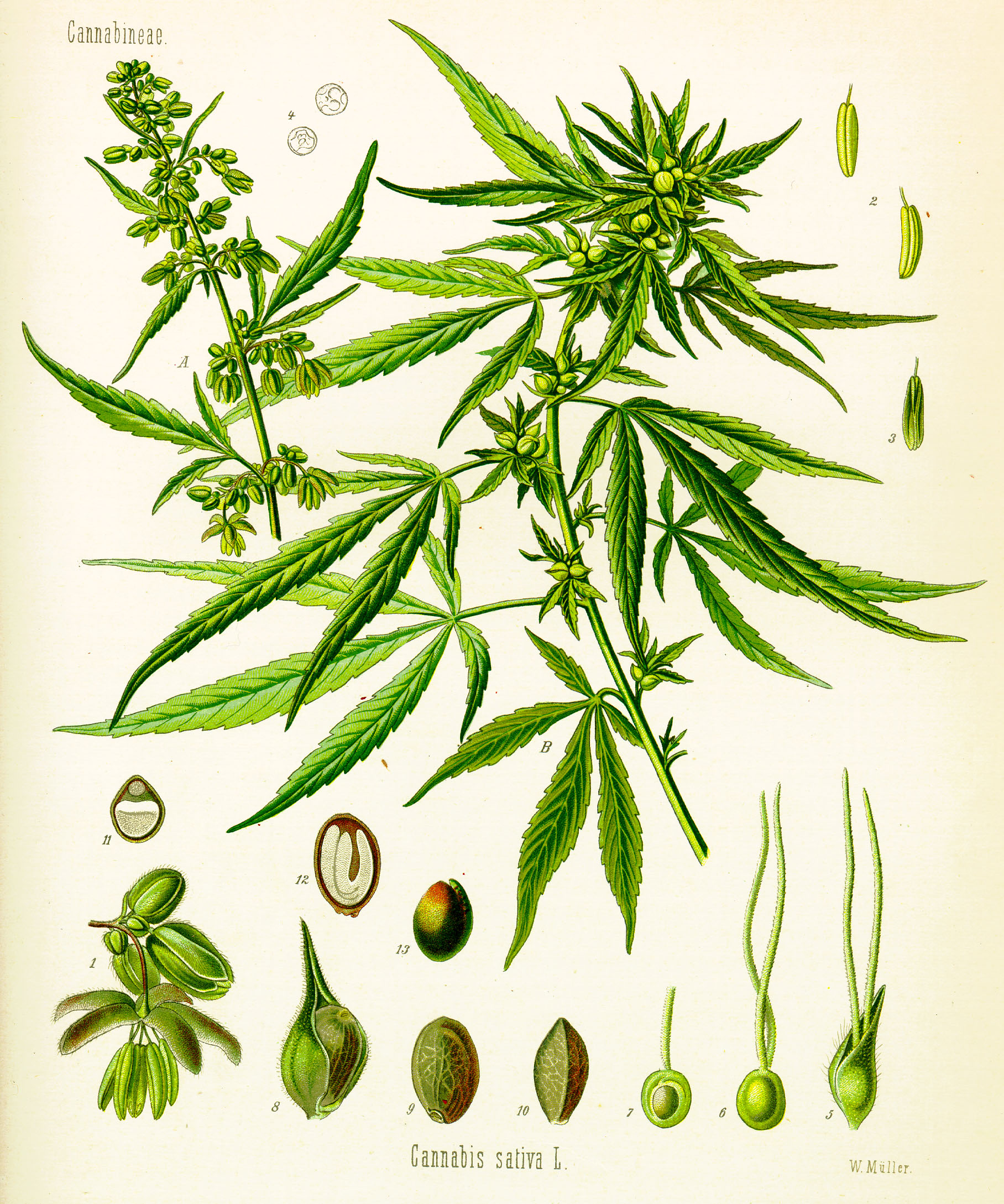
A.Blommande hanplanta B.Fruktsättande honplanta 1.Blomställning (hanplanta)
2.Ståndare
3.Ståndare
4.Pollen
5.Pistill med hylle (honplanta)
6.Pistill utan hylle (honplanta)
7.Fröämne (honplanta)
8.Frö i hylle (honplanta)
9.Frö (bredsida)
10.Frö (kortsida)
11.Frö (horisontell genomskärning)
12.Frö (vertikal genomskärning)
13.Skalat frö

Hampa är en mycket tålig och snabbväxande ettårig ört med fingrade, tre- till nioflikiga blad som förekommer i ett antal varianter med lite olika egenskaper. Hampa är en av de äldsta och mest härdiga kulturväxterna, med en förmåga att växa på näringsfattiga jordar i de flesta klimatzoner, och på höjder upp till 3 000 meter över havet.
Växten kan i gynnsamma fall bli nio meter hög. I Sverige växer den till omkring två meters höjd. Arten är tvåbyggare och har han- respektive honblommor på olika plantor.

## Historik
Hampa har odlats och förädlats åtminstone sedan 4000 år f.Kr., både för fibrernas skull och för vissa medicinska syften. Drogbruket – det rekreationella, religiösa och mer utvecklande medicinska – uppkom i Indien efter att plantan importerats från Kina, och omnämns som tidigast i religiösa skrifter som daterar sig cirka 1500–2000 år f.Kr. I Europa har hampan historiskt används för fibrernas skull. 
Till Norden kom hampan under järnålder. Från Danmark och Norge finns textilfynd där man nyttjat hampa. Det är svårt att avgöra vilken omfattning odlingen haft, då hampans fibrer ofta rötats i sjöar för att kunna användas och därför troligen är överrepresenterat i pollendiagramen. Hampa har under järnåldern åtminstone odlats i Skåne, Västergötland, Östergötland, Uppland, Dalarna, Jämtland och Ångermanland. En mindre odling torde ha förekommit redan första århundradet före Kristus, men odlingen sköt fart under perioden 600-1000. Efter vikingatidens slut ser man en minskad odling särskilt i södra Sverige, men i Dalarna, Ångermanland och Medelpad fanns en omfattande hampodling även under medeltiden.
Den hampa som odlades i Europa i äldre tid hörde till underarten sativa och det var främst fibrerna som användes till att göra bland annat rep. Det var främst underarten Cannabis Sativa som odlades, hur eller om det också användes som rusmedel är inte fastställt. Cannabis sativa är dock den underart som innehåller mest av den aktiva ingrediensen  tetrahydrocannabinol (THC) (16%) av de tre underarterna. Det är också den underart som blir högst och således den man kan utvinna mest fiber ifrån. 

## Användning

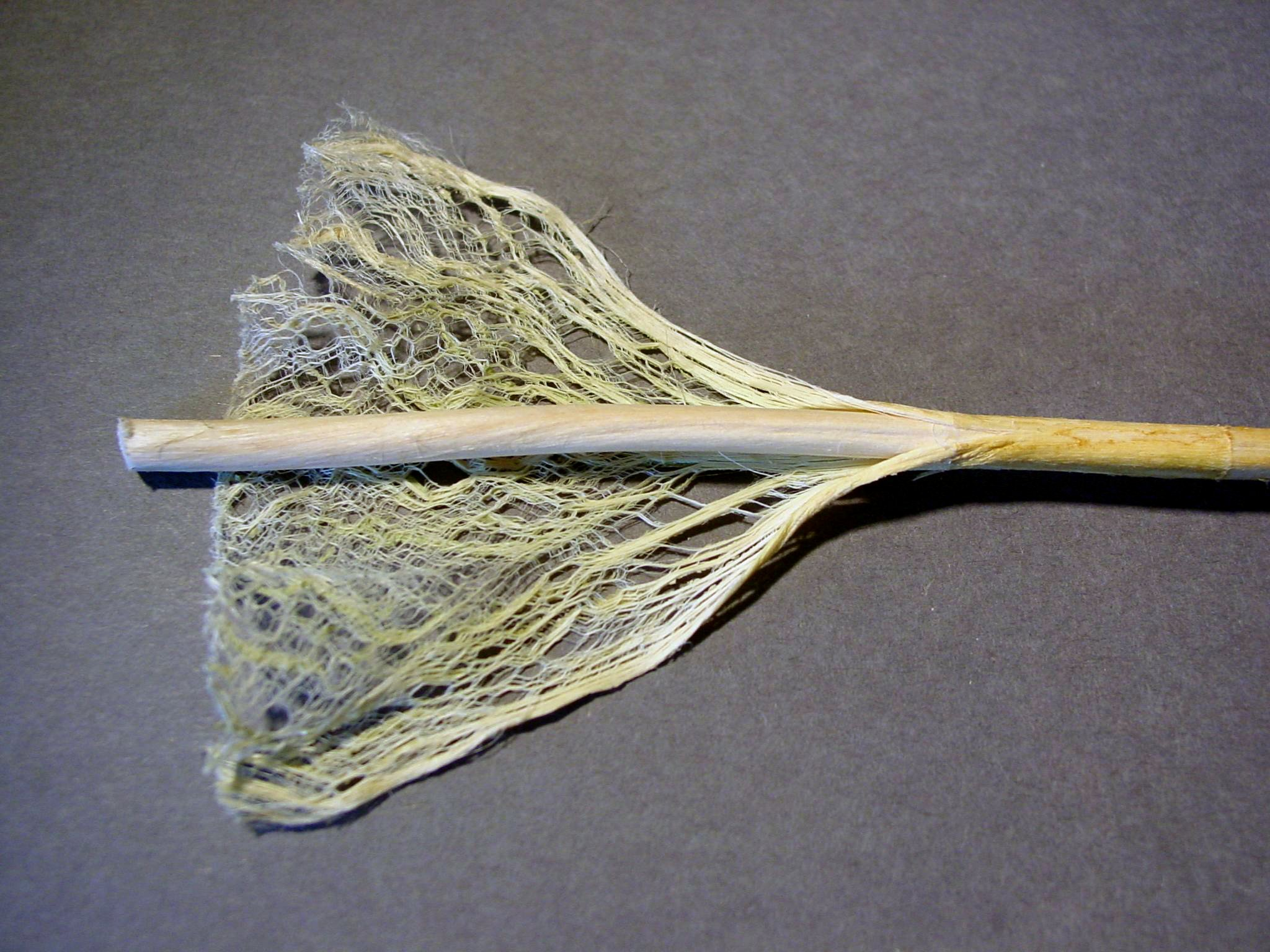
Uppskuren stam från hampa med synliga fibrer i de yttre delarna.

Som kulturväxt har hampan många potentiella användningsområden. Innan syntetmaterial blev tillgängliga var växtens fibrer ofta använda som råmaterial vid tillverkning av rep, säckar och nät. Cellulosainnehållet i hampa är 32 till 38 procent.
Hampasorter som primärt används för sina fibrers skull karaktäriseras av långa stjälkar och klent grenverk. En av dessa högväxande varianter kallas Futura. Efterfrågan på dessa fibrer har de senaste decennierna ökat, bland annat då man tagit fram nya beredningsmetoder, som även gör fibrerna lämpliga för textilindustri. Ur växtens frön kan man utvinna hampolja, vilken kan användas vid framställning av matolja, smörjmedel, tvål, schampo, och som bränsle.  Hampa är även intressant som biobränsle i form av briketter och som möjlig snabbväxande råvara i etanolframställning från cellulosa. Hampafibrer hålls fortfarande för att vara starka och tåliga. En av nackdelarna med tågvirke av hampa att hampan är känslig för röta och måste behandlas med tjära. Den kallas då drevgarn. Hampans känslighet gjorde att hampan fick konkurrens av bland annat manilla, som är en helt annan växt även om den ibland kallats för manilahampa (eller manillahampa). Frukten är en liten nöt som kallas hampafrö. Fågelfrö i olika blandningar som köps i dagligvaruhandeln innehåller ofta frön från industrihampa med mindre än 0,2 procent tetrahydrocannabinol (THC).

## Lagstiftning
Mellan 1972 och 2003 var all odling av Cannabis sativa förbjuden i Sverige. Det är lagligt för jordbrukare att odla vissa sorter av så kallad industrihampa med särskilt låga halter av THC, lägre än 0,2 procent. Olagliga sorter kan innehålla 0–30 procent THC men de högsta talen gäller endast vissa utvalda, med bladen avklippta blomställningar utan frö, vanligtvis med enda syfte att få ett högt resultat på tester i marknadsföringssyfte. Hela växten med blad, stam, rötter och frö har aldrig så hög koncentration av glandler så att halten THC-syra i växtmaterialet blir 30% av den totala vikten.
Odling är tillåten om sorterna är upptagna på Statens jordbruksverks lista över godkända frösorter och jordbrukaren varje år i förväg ansöker om så kallat gårdsstöd för denna odling. För att beviljas gårdsstöd för hampaodling gäller att fastigheten som hampan odlas på består av minst 4 hektar jordbruksmark. Gårdsstöd betalas inte ut vid odling av enstaka plantor.  
Innehav av industrihampa klassas inte som narkotikabrott om den är odlad med tillstånd, oavsett användningsområde.

## Produktion
På grund av konkurrens från andra typer av fibrer som var billigare eller mindre arbetskrävande så upphörde nästan odlingen av hampa i många delar av Sverige redan före 1920-talet men odling i liten skala har återupptagits under de senaste 10 åren. Hampa odlades 2017 i Sverige på cirka 40 hektar enligt Jordbruksverket.
Inom Europeiska unionen odlades hampa år 2010/2011 på cirka 11 000 hektar. Det var en minskning jämfört med föregående år. 66 procent av arealen fanns i Frankrike.

## Namn

### Alternativa trivialnamn på svenska
Dialektalt kallas i Halland hanplantan gålla.

### Synonymer
Cannabis americana Pharm. ex Wehmer
Cannabis chinensis Delile
Cannabis erratica Siev.
Cannabis foetens Gilib. nom. inval.
Cannabis generalis E.H.L.Krause nom. illeg.
Cannabis gigantea Crévost nom. inval.
Cannabis gigantea Delile ex Vilm.
Cannabis indica Lamarck
Cannabis intersita Soják
Cannabis kafiristanica (Vav.) Chrtek
Cannabis macrosperma Stokes
Cannabis ruderalis Janischewsky
Cannabis sativa subsp. culta Serebr. in Vavilov nom. inval.
Cannabis sativa subsp. indica (Lam.) E.Small & Cronquist
Cannabis sativa subsp. intersita (Soják) Soják
Cannabis sativa subsp. spontanea Serebr.
Cannabis sativa var. chinensis (Delile) A.DC.
Cannabis sativa var. indica (Lam.) Wehmer
Cannabis sativa var. kafiristanica (Vavilov) E.Small & Cronquist
Cannabis sativa var. ruderalis (Janisch.) S.Z.Liou
Cannabis sativa var. spontanea Vavilov